# الکساندرا کروپوتکین
الکساندرا «ساشا» کروپوتکین (۱۸۸۷–۱۹۶۶) نویسنده مقیم نیویورک و مترجم زبان روسی بود. والدین او، دانشمند و آنارشیست روسی پتر کروپوتکین و همسرش سوفیا کروپوتکین، خانواده‌ای برجسته از نظر اجتماعی بودند که از اعیان کروپوتکین تبار بودند. الکساندرا زمانی به دنیا آمد که آنها در تبعید در بریتانیا به سر می‌بردند. آنها پس از انقلاب روسیه به روسیه بازگشتند و تا زمان مرگ پدرش در آنجا زندگی کردند و پس از آن او به نیویورک مهاجرت کرد. اگرچه پدرش عنوان سلطنتی خود را رد کرده بود، الکساندرا با نوشتن یک ستون زنانه برای مجله لیبرتی تحت عنوان «شاهزاده الکساندرا کروپوتکین» آن را پس گرفت. او همچنین ادبیات روسی را به انگلیسی ترجمه کرد و یک کتاب آشپزی روسی نوشت که نیویورک تایمز آن را «بهترین در کلاس» می‌دانست.

## اوایل زندگی و کار
الکساندرا پترونا کروپوتکین در ۱۵ آوریل 1887 در بروملی، لندن، انگلیس جایی که خانواده او در تبعید زندگی می‌کردند، متولد شد. او تنها فرزند آنارشیست برجسته پتر کروپوتکین (۱۸۴۲–۱۹۲۱) بود و نامش از برادرش الکساندر را که سال قبل در تبعید سیبری خودکشی کرده بود، گرفته شد. مادرش سوفی یک مدرس و نویسنده یهودی روسی بود که یک دهه از پتر کروپوتکین کوچکتر بود. این زوج در اکتبر ۱۸۷۸ در حالی که او هنوز دانش‌آموز بود در سوئیس ازدواج کردند. کروپوتکینز از یک فرمانروای روسیه در اوایل قرون وسطی، روریک، می‌آیند، اما پدرش عنوان سلطنتی خود یعنی «شاهزاده» را انکار می‌کند و به‌نوبهٔ خود توسط پدرش طرد می‌شود. در تبعیدشان در انگلیس، خانواده آنها در آغاز قرن از نظر اجتماعی برجسته بودند و یکشنبه‌ها میزبان سالن‌ها بودند. پس از انقلاب ۱۹۱۷ روسیه، آنها به روسیه بازگشتند، جایی که الکساندرا تا سال ۱۹۲۱ در آنجا ماند. پس از مرگ پدرش، او در نیویورک ساکن شد.
کروپوتکین، مانند پدرش، اهمیت چندانی برای عنوان سلطنتی خود نداشت، اما از آن برای تثبیت شغل آمریکایی خود با خط فرعی «شاهزاده الکساندرا کروپوتکین» استفاده کرد. او از سال ۱۹۳۱ تا ۱۹۴۲ ستونی منظم در مجله لیبرتی برای زنان نوشت. او به نوشتن در مورد آشپزی، اقتصاد خانه، آداب معاشرت، روابط و سایر موضوعاتی که برای خوانندگان زن در نظر گرفته شده بود، ادامه داد. کتاب آشپزی روسی او، چگونه به زبان روسی بپزیم و بخوریم، توسط چارلز اسکریبنرز سانز در سال ۱۹۶۴ به عنوان بهترین آشپزی روسی منتشر شد. مجله نقد کتاب نیویورک تایمز آن را بهترین کتاب آشپزی در این زمینه دانست. او همچنین ترجمه انگلیسی جنایت و مکافات، نسخه انگلیسی بازبینی شده برادران کارامازوف، و چندین نمایشنامه جورج برنارد شاو را از روسی به انگلیسی ترجمه کرد.

## زندگی شخصی
کروپوتکین، معروف به ساشا، میراث پدرش را ترویج کرد، اما خود آنارشیست نبود، که موجب ناامیدی برای پیروانش بود. او علناً در مورد خاطرات پدرش در باشگاه کتاب آزادی صحبت کرد و ارتباط خود را با گروه اجتماعی خود حفظ کرد. کروپوتکین در زمان ورودش به نیویورک در سال ۱۹۲۷، طرفدار نظام شوروی بود و هم با دولت کمونیستی اتحاد جماهیر شوروی و هم با هرگونه بازسازی احتمالی نظم تزاری مخالفت کرد. در انتخابات ریاست جمهوری ایالات متحده در سال ۱۹۶۴، کروپوتکین از بری گلدواتر محافظه کار حمایت کرد.
کروپوتکین زمانی که در لندن زندگی می‌کرد، رابطه کوتاهی با نویسنده دبلیو سامرست موآم داشت. تعدادی از شخصیت‌های موام بر اساس او ساخته شده‌اند. این دو بعداً زمانی که موام در یک مأموریت جاسوسی بود و کروپوتکین به عنوان مترجم او داوطلب شد، دوباره در روسیه همدیگر را ملاقات کردند. او موام را به الکساندر فیودورویچ کرنسکی معرفی کرد، در شام هفتگی آنها شرکت می‌کرد و گاهی اوقات در آپارتمان او میزبانی می‌کرد.
کروپوتکین در سال ۱۹۱۰ با بوریس لبدف، یکی از اعضای جوان حزب سوسیالیست انقلابی ازدواج کرد. آنها در سال ۱۹۲۰ طلاق گرفتند. زمانی که کروپوتکین در روسیه بود، با لوریمر هاموند روزنامه‌نگار ملاقات کرد که در اوت ۱۹۲۷ با او ازدواج کرد. تنها فرزند او که یک پرستار آمبولانس بود در سال ۱۹۴۴ در لندن درگذشت. کروپوتکین نیز در ۴ ژوئیه ۱۹۶۶ در نیویورک درگذشت.